# Hans Senger
Hans Senger (* 25. Mai 1925 in Bad Gastein; † 11. Mai 2004 in Spittal an der Drau) war ein österreichischer Skirennläufer.

## Biographie
Senger bestritt sein erstes internationales Großereignis 1950 bei den Weltmeisterschaften in Aspen, wobei er mit Platz 12 in der Abfahrt sein bestes Ergebnis erreichte. Zuvor hatte er bereits mit einem Sieg beim Glocknerrennen im Vorjahr für Aufsehen gesorgt.
1952 verpasste Senger bei den Olympischen Winterspielen in Oslo nur knapp eine Medaille. Nach dem ersten Durchgang führte er zeitgleich mit dem Norweger Stein Eriksen, schied jedoch im zweiten Durchgang aus. Im Riesenslalom belegte er den 9. Rang.
1953 erreichte er noch einen zweiten Platz bei der Abfahrt auf Streif hinter dem Schweizer Bernhard Perren, im darauffolgenden Jahr beendete Senger schließlich seine aktive Laufbahn als Sportler.
Nach seiner aktiven Laufbahn wurde er zuerst Trainer unter anderem beim italienischen Skiverband und auch für Karim Aga Khan IV., welcher für Persien an den Olympischen Winterspielen 1964 in Innsbruck teilnahm.

## Erfolge

### Olympische Winterspiele
- Oslo 1952: 9. Riesenslalom, DNQ Slalom

### Weltmeisterschaften
- Aspen 1950: 12. Abfahrt, 13. Riesenslalom[3], 14. Slalom[4]
- Oslo 1952: 9. Riesenslalom, DSQ Slalom

### Weitere Erfolge
- Sieger beim Glocknerrennen 1949